# Pro Archia
Le Pro Archia (Pour Archias) est un discours de Cicéron prononcé pour défendre le droit de cité du poète Archias. L'orateur étoffe sa plaidoirie en faisant l'éloge de la poésie et des lettres en général.

## Circonstances
En 62 av. J.-C., devant le préteur Quintus Tullius Cicero (son frère), Cicéron est amené à défendre son ami et maître, le poète grec A. Licinius Archias, qui a vu son droit de cité contesté. Il profite de l'occasion pour magnifier le rôle de la poésie, particulièrement lorsqu'elle chante les exploits des personnages illustres. Or, Archias travaillait justement sur un poème, aujourd'hui perdu, consacré au consulat de Cicéron…
L'année précédente, le consul Cicéron avait en effet déjoué la conjuration de Catilina, et il espérait bien que cette victoire ne tomberait pas dans l'oubli; il a d'ailleurs rédigé lui aussi un poème sur ce thème. En défendant son ami poète, il défend donc avant tout un « serviteur de la gloire » du talent duquel il espère ouvertement bénéficier.

## Structure du discours
Exorde (chap.1-2) : L'orateur se doit de défendre Archias, qui l'a initié aux lettres. Il se permettra aussi d'évoquer l'importance de la poésie, devant un public qu'il sait cultivé.
Narration (chap. 3) : Biographie d'Archias et son acquisition du droit de cité.
Réfutation (chap. 4-5) : L'absence de registres ne pèse pas lourd face aux témoignages favorables à Archias.
Confirmation (chap. 6-11) : Éloge des lettres, de la poésie (particulièrement la poésie grecque), idéale pour chanter la gloire des Romains.
Péroraison (chap. 12) : Rejeter Archias serait injuste, rejeter cet excellent poète serait absurde.

## Extrait
Extrait du chap. 7 : « Si ex his studiis delectatio sola peteretur, tamen (ut opinor) hanc animi aduersionem humanissimam ac liberalissimam iudicaretis. Nam ceterae neque temporum sunt neque aetatum omnium neque locorum: haec studia adulescentiam alunt, senectutem oblectant, secundas res ornant, aduersis perfugium ac solacium praebent, delectant domi, non impediunt foris, pernoctant nobiscum, peregrinantur, rusticantur. »
Traduction : « Si seul le plaisir était recherché dans ces lectures, cependant vous jugeriez (comme je le pense) cette activité la plus propre à l'homme et la plus digne des gens libres. En effet, les autres activités ne sont ni de tout temps, ni de tout âge, ni de tout lieu: ces lectures nourrissent la jeunesse et charment la vieillesse, elles enjolivent les moments heureux et offrent refuge et consolation dans les moments difficiles, elles ravissent chez soi et ne gênent pas à l'extérieur, elles accompagnent nos nuits, nos voyages et nos séjours à la campagne. »

## Éditions
- (de) Cicéron, Pro Archia Poeta, Éd. H. et K. Vretska, 1979, Darmstadt
- Pro Archia de Cicéron et correspondance, Hachette, 1956